# Zygophylax crassicaulis
Zygophylax crassicaulis is een hydroïdpoliep uit de familie Lafoeidae. De poliep komt uit het geslacht Zygophylax. Zygophylax crassicaulis werd in 1943 voor het eerst wetenschappelijk beschreven door Fraser. 